# QuattroPole
QuattroPole is een grensoverschrijdend netwerk van de steden Luxemburg (Luxemburg), Metz (Frankrijk) en Saarbrücken en Trier (Duitsland). 

## Geschiedenis
Metz en Trier werden in 1957 partnersteden. In 2000 werd de samenwerking uitgebreid met Luxemburg-Stad en Saarbrücken tot een netwerk van de vier grootste steden in de grensregio op basis van een intentieverklaring. In 2014 richtten de burgemeesters en raadsleden van alle gemeenten de vereniging Quattropole e.V. op. 

## Concept
De vier steden vormen de regionale centra van een agglomeratie die naar elkaar toe groeit en al sterke economische banden heeft, bijvoorbeeld door het hoge aandeel van grenspendelaars in de beroepsbevolking, maar waarvan de verdere ontwikkeling steeds meer wordt belemmerd door administratieve grenzen en historisch verouderde infrastructuren die niet voldoen aan de eisen van deze tijd. Door samen te werken is het mogelijk om een gezamenlijke aanpak van regio-overschrijdende vraagstukken te coördineren; ook ontstaan er synergie-effecten tussen de steden. Bovendien verhoogt een gezamenlijke structurele en economische ontwikkeling de aantrekkelijkheid van de locatie. Voor burgers wordt de toegang tot diensten, kennis en het culturele aanbod van vier steden verbeterd.
Tot de focuspunten van de QuattroPole behoren milieu en energie, waarbij bijvoorbeeld ecologisch en innovatief bouwen wordt gepromoot. Met studentenuitwisselingen en het thema migratie wil het project de onderwijs-, werk- en toekomstmogelijkheden voor iedereen verbeteren. Uitwisseling vindt ook plaats op cultureel gebied, de Prix d'art Robert Schuman biedt een platform voor hedendaagse kunst. Daarnaast zijn er projecten en samenwerkingsverbanden op het gebied van onder andere openbaar vervoer en IT-infrastructuur.

## Werkwijze
De QuattroPole heeft een stuurgroep die bestaat uit de burgemeesters van de vier steden; zij neemt de strategische beslissingen die de doelstellingen en de richting van QuattroPole bepalen. Het coördinatiecomité, waarvan de leden benoemd worden door de burgemeesters en afkomstig zijn uit de vier gemeentebesturen, definieert en bereidt gemeenschappelijke projecten voor. Lokale bureaus voeren alle administratieve taken uit die nodig zijn voor de coördinatie van de QuattroPole-projecten in hun eigen stad en voor de samenwerking met de andere QuattroPole-steden.